# Ğabdulla Tuqay
Ğabdulla Tuqay nome completo  Möxämmätğärif ulı Ğabdulla Tuqay (Koshlauch, 26 aprile 1886 – Kazan', 15 aprile 1913) è stato uno scrittore, poeta e editore russo di lingua tartara. È considerato il padre della letteratura tatara moderna, nonché della lingua stessa.

## Biografia
Proveniente da una famiglia di mullah, il padre morì quando aveva 4 mesi, e a 4 anni rimase orfano di madre. Cresciuto nella vita contadina dei Tartari del Volga (più tardi lo scriverà nelle sue memorie), iniziò gli studi e si appassionò alla scrittura, con il tempo divenne giornalista e editore.
La sua poesia si rifà un poco agli stili arabo, turco e baschiro, altresì della letteratura persiana e di altri popoli mediorientali. Egli è tra i fondatori della letteratura tartara moderna e della lingua stessa.
Nel 1905 fu tipografo per i Socialdemocratici Russi per il giornale "Urals", ma matura anche esperienze con scrittori ed editori francesi di cui apprezza l'orientalità dei testi.
Morì a Kazan' a 26 anni per tubercolosi.